# Эстел, Мэри
Мэри Эстел (англ. Mary Astell; 12 ноября 1666 — 11 мая 1731) — английская писательница-феминистка и ритор. Защитой равных образовательных прав для женщин заслужила титул «первой английской феминистки».

## Жизнь и карьера
Уцелело всего несколько записей о жизни Мэри Эстел. Как объясняет биограф Рут Перри, «как у женщины у неё было мало или не было вовсе дел в мире коммерции, политики или права. Она родилась, она умерла; несколько лет она владела маленьким домом; у неё был счет в банке; она помогла открыть благотворительную школу в Челси: эти факты можно установить из публичных записей». Сохранились только четыре её письма, которые были адресованы влиятельным мужчинам того времени. В процессе исследования её биографии Перри обнаружила большее количество писем и фрагментов рукописей, но она отмечает, что если бы Эстел не писала богатым аристократам, которые могли позволить себе передавать по наследству целые имения, осталось бы очень мало свидетельств её жизни.
Мэри Эстел родилась в Ньюкасле 12 ноября 1666 года у Питера и Мэри (Эррингтон) Эстел. У её родителей было ещё двое детей, Уильям, умерший в раннем детстве, и Питер, младший брат Мэри. Её крестили в церкви св. Иоанна в Ньюкасле. Семья принадлежала к высшему среднему классу. Отец Мэри был консервативным роялистом и англиканином, он управлял местной угольной компанией Как женщина, Эстел не получила формального образования, но её обучал дома дядя, Ральф Эстел, бывший священник и неоплатонист, член основанной в Кембридже философской школы, поддерживавшей учения Платона, Аристотеля и Пифагора. Отец Мэри умер, когда ей было двенадцать, не оставив дочери приданого. Остатки средств семьи были вложены в образование сына, и Мэри была вынуждена вместе с матерью переехать к тете.
В 1688 году, после смерти матери и тети, Эстел переехала в Челси, Лондон, где ей посчастливилось познакомиться с влиятельными, связанными с литературой женщинами (включая леди Мэри Чадлай, Элизабет Томас, Джудит Дрейк, Элизабет Элстоб и леди Мэри Уортли Монтегю) и войти в их круг. Они помогли Эстел в развитии и публикации её работ. Она также была знакома с архиепископом Кентерберийским Уильямом Сэнкрофтом, известным благотворителем. Сэнкрофт помогал Эстел финансово, а также познакомил с её будущим издателем. Её первая книга вышла в 1694 году.
В 1700 году Мэри Эстел опубликовала эссе «Some Reflections upon Marriage». В этой работе она утверждает, что для дальнейшего здорового брака женщине следует сперва получить образование. Критикуя мужчин, которые женятся ради денег, власти или из тщеславного желания видеть рядом с собой привлекательную жену, Эстел пишет, что для большинства женщин такой брак не является здоровым состоянием, и образование может вооружить их навыками, необходимыми, чтобы повернуть ситуацию в свою пользу. В третьем издании этого труда в 1706 году Эстел отвечает на критику и убеждает английских женщин стремиться к браку, основанному на настоящей дружбе, а не на необходимости или гордости.
Отдалившись от общественной жизни, в 1709 году Эстел основала благотворительную школу для девочек в Челси, где лично занималась организацией учебного процесса. Финансовую помощь в этом начинании она получала от своих покровительниц, леди Кэтрин Джонс и леди Элизабет Гастингс. В шестьдесят лет Эстел была приглашена жить вместе с леди Джонс, она приняла приглашение.
Эстел умерла в 1731 году, через несколько месяцев после мастэктомии по удалению раковой опухоли правой груди. В свои последние дни она отказывалась принимать посетителей и оставалась в своей комнате, думая только о Боге. Её похоронили на церковном дворе Chelsea Church в Лондоне Эстел помнят за её способность свободно дискутировать и с мужчинами, и с женщинами, рассматривая вопрос положения женщин в обществе прежде всего с точки зрения философии (влияние Декарта), а не исторической очевидности, как пытались ранее. Теория дуализма Декарта, согласно которой тело и дух независимы друг от друга, позволила Эстел утверждать, что женщины так же, как и мужчины, способны к рассуждению, а следовательно, отношение к ним должно измениться: «Если все мужчины рождены свободными, то почему все женщины рождены рабами?».

## Книги

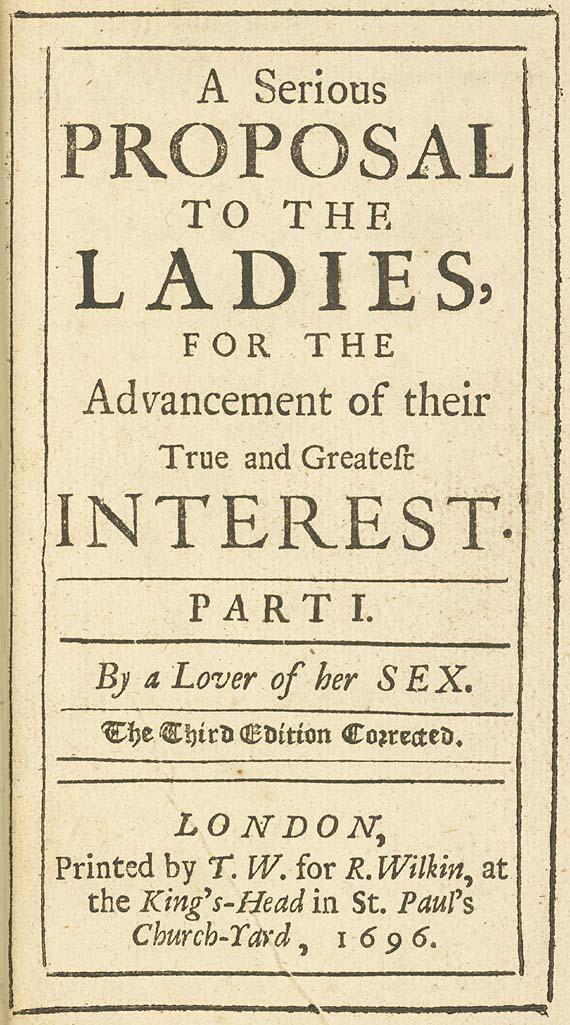
Титульная страница третьего издания «A Serious Proposal»

В двух своих наиболее известных книгах, «A Serious Proposal to the Ladies, for the Advancement of Their True and Greatest Interest» (1694) и «A Serious Proposal, Part II» (1697), Эстел очертила свой план по учреждению учебного заведения нового типа для женщин, которое предоставило бы им возможность получить и религиозное, и светское образование. Эстел предлагала сделать карьерные возможности для женщин более широкими, чем только мать или монашка. Она хотела для всех женщин равной с мужчинами возможности провести вечность в раю с Богом, и считала, что для этого им нужен достаточный уровень образования и самосознания. Предложенный ей «монашеский» стиль образования должен был позволить женщинам жить в защищенной среде, без влияния внешнего патриархального общества.
Её предложение так и не было принято, критики сочли его «слишком католическим» для англичан. Позже идеи Эстел высмеивали в «Tatler» Джонатан Свифт и Ричард Стил Даниэль Дефо восхищался первой частью предложения Эстел, но находил её план «невыполнимым». Тем не менее, Партисия Спринборг замечает, что идеи самого Дефо об академии для женщин, описанные им в «An Essay Upon Projects», не так уж отличаются от оригинального предложения Эстел.. Несмотря на критику, Эстел имела интеллектуальное влияние в образованных классах Лондона.
Несколько лет спустя Эстел опубликовала вторую часть «A Serious Proposal», более подробно описав своё видение женского образования для леди. Она отбросила современный ей риторический стиль, где ораторы выступали перед аудиторией, наставляя, и предложила вместо этого разговорный стиль, которым «соседям» рассказывается о должном образе действий. Она ссылалась только на «Port-Royal Logic» как источник современного влияния, однако все ещё полагалась на классические теории риторики, представляя свои идеи. Эстел считала, что риторика как искусство не требует для мастерства мужского образования, и женщина может обрести необходимые навыки из естественной логики.
В начале 1690-х Эстел вступила в переписку с теологом и философом Джоном Норрисом после того как прочитала его «Practical Discourses, upon several Divine subjects». Письма проливают свет на мысли Эстел о Боге и теологии. Норрис посчитал письма достойными публикации, и с согласия Эстел опубликовал их как «Letters Concerning the Love of God» (1695). Её имя не появляется в книге, но её личность была вскоре раскрыта, и риторический стиль Эстел удостаивался многих похвал от современников.

## Список работ
- A Serious Proposal to the Ladies for the Advancement of their True and Greatest Interest. London, 1694, 1697, 1701
- Letters Concerning the Love of God, between the author of the 'Proposal to the Ladies' and Mr John Norris. London, 1695
- Some Reflections upon Marriage. London, 1700
- Moderation Truly Stated: A Review of a Late Pamphlet Entitul’d 'Moderation a Vertue' with a Prefatory Discourse to Dr D’Avenant Concerning His Late Essays on Peace and War. London, 1799
- A Fair Way with the Dissenters and their Patrons. London, 1799
- An Impartial Enquiry into the Causes of Rebellion and Civil War in This Kingdom. London, 1799
- The Christian Religion as Profess’d by a Daughter of the Church of England. London, 1799
- Bart’lemy Fair, or An Enquiry after Wit. London, 1799